# チャールズ・グレイ (第2代グレイ伯爵)
第2代グレイ伯爵チャールズ・グレイ（英語: Charles Grey, 2nd Earl Grey, KG, PC、1764年3月13日 - 1845年7月17日）は、イギリスの政治家、貴族。
ホイッグ党フォックス派の議員として頭角を現し、1806年のフォックスの死後にホイッグ党の指導者となった。長きにわたって野党だったホイッグ党が1830年に政権獲得した際に首相（在職1830年 - 1834年）に就任した。第一次選挙法改正をはじめとする多くの自由主義的政治改革を成し遂げたが、政権内部の亀裂で1834年に辞職し、メルバーン子爵に首相・ホイッグ党党首の座を譲った。
父が叙爵された1806年から自身が爵位を継承する1807年まで、ハウィック子爵（Viscount Howick）の儀礼称号を使用した。

## 生涯

### 生い立ち
1764年3月13日に陸軍将校チャールズ・グレイ（のちの初代グレイ伯爵）の息子としてノーサンバーランド・ファラドンに生まれる。母はエリザベス・グレイ（ジョージ・グレイの娘）。
グレイ家はノーサンバーランドの名家として知られる家柄であった。
イートン・カレッジを経てケンブリッジ大学トリニティ・カレッジで学ぶ。大学を出た後、ミドル・テンプルで学ぶ。
1784年から1785年にかけて王弟カンバーランド公ヘンリー・フレデリックの侍従となる。1784年から1786年にかけてはヨーロッパ大陸を旅行する。

### ホイッグ党フォックス派として

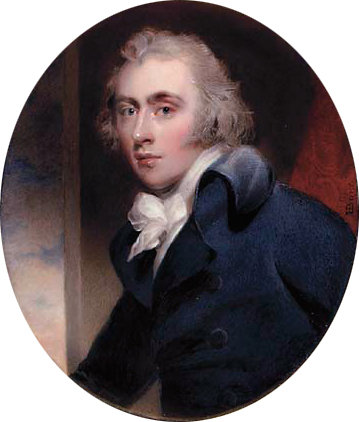
1794年に描かれたグレイの肖像画（ヘンリー・ボーン画）。

1786年にノーザンバーランド選挙区からホイッグ党候補として立候補し、庶民院議員に当選した（1807年までこの選挙区から当選し、ついで1807年5月から6月までウェストモーランド州アップルビー選挙区から、同年6月から爵位を継承する11月までデヴォン州タヴィストック選挙区から選出される）。
ホイッグ党内では改革派のチャールズ・ジェームズ・フォックスの派閥に属した。グレイはフォックス派の中でも特に将来有望な若手議員であり、早いうちに同派の指導的地位に昇りつめた。
フランス革命の影響でイギリスでも民衆の改革要求が高まり、イギリス支配階級はその対応をめぐって分裂した。ホイッグ党内でもこれを弾圧すべきとするエドマンド・バーク派とある程度妥協すべきとするフォックス派に分裂した。
グレイは1792年4月に他のフォックス派議員27人とともに「国民の友協会」を結成した。同組織は目的として「選挙の自由と議会における国民のより平等な代表の復活」「国民の選挙権のより頻繁な行使」を掲げていた。こうした改革を行うことによって国民が共和政革命を起こさないようにすることを狙いとしていた。彼らはホイッグ党内に残っていた貴族主義の空気に対抗したが、そのためにポートランド公爵派からは蛇蝎のごとく嫌われた。「国民の友協会」の宣言が過激になってくるとグレイ自身も困惑することがあったという。結局、「国民の友協会」は政府の弾圧を受けて創設から2年後には解散となった。
しかしグレイの議会改革を目指す運動は衰えず、1793年と1795年の二度にわたって議会改革動議を提出している（ただし否決）。
ホイッグ党は1780年代から長い野党生活を送っていたが、1806年から1807年にかけてホイッグ党とトーリー党の大連立政権（グレンヴィル男爵内閣）が短期間だが成立した。この内閣においてグレイは初め海軍大臣、ついで1806年9月に死去したフォックスの後任として外務大臣に就任した。外務大臣として奴隷貿易廃止を実現した。またカトリック解放（カトリックの参政権付与）を訴えたが、カトリック解放に強く反対する国王ジョージ3世との軋轢が強まり、内閣は1807年3月にも総辞職に追い込まれた。
1807年11月には父が死去し、第2代グレイ伯爵の爵位を継承し、貴族院議員に列した。

### ホイッグ党の指導者として

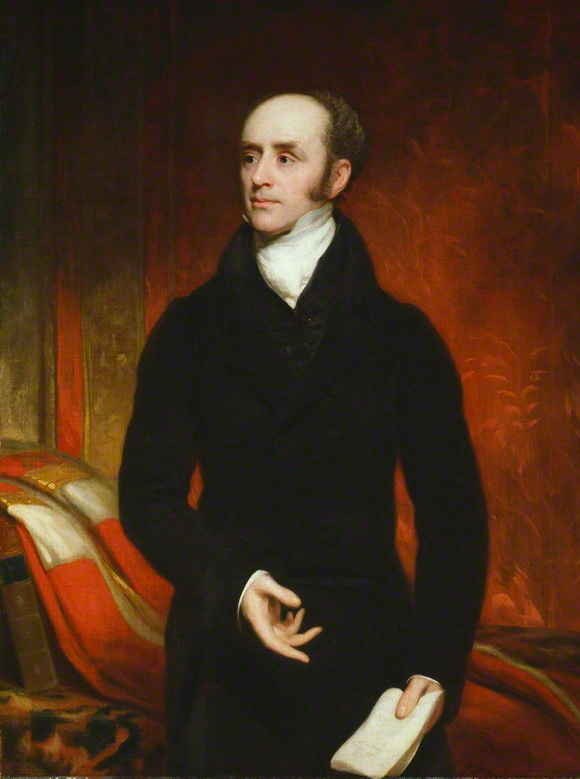
1820年頃に描かれたグレイ伯爵の肖像画（トマス・フィリップス画）

18世紀の党派は党首個人の人脈の集まりという要素が強かったので、党首が死ぬと解散してしまう傾向があったが、イデオロギー的・精神的結合を確立していたフォックス派はフォックスの死後も消滅せず、グレイを中心にして結束を維持した。
グレンヴィル男爵内閣の後を受けたトーリー党政権ポートランド公爵内閣はすぐにも解散総選挙に踏み切った。この総選挙でトーリー、ホイッグの政党名が復活し、国王が大権でグレンヴィル男爵内閣を更迭したことを支持する者をトーリー、支持しない者をホイッグと呼ぶようになった。選挙結果はトーリー党政権の勝利に終わり、これによりトーリー長期政権の基盤ができた。またグレイ伯爵とホイッグ党は国王ジョージ4世から嫌われていたため、彼の治世中には組閣の大命を受けられる見込みがなかった。結局グレイ伯爵率いるホイッグ党は、1830年までの長期に渡って野党に甘んじることになった。
このような不遇のためこの時期のグレイ伯爵はロンドンでの議会活動よりノーサンバーランドでの田園生活を好んでいた。
しかしトーリー党政府による治安維持立法の強化と弾圧にもかかわらず、改革を求める大衆運動は衰えなかったし、議会内でもそれを反映して改革を求める機運が少しずつ高まっていった。そのため、グレイ伯爵は長い野党時代の間に自身のホイッグ党最高指導者としての地位を固めるとともに党勢を伸長させていくことができた。
1828年1月に成立したウェリントン公爵内閣（トーリー党政権）はカトリック解放問題や選挙法改正問題をめぐって内部分裂を起こし、カニング派やウルトラ・トーリーの政権離反を招いた。一方グレイ伯爵はカトリック解放・選挙法改正の実現を目標を掲げることでホイッグ党内の各派閥を一致団結させることに成功した。
1830年6月にはホイッグ嫌いのジョージ4世が崩御し、グレイ伯爵の友人だったウィリアム4世が国王に即位した。当時の慣例であった国王即位に伴う解散総選挙はトーリー党政権が多数を得たものの、グレイ伯爵はカニング派やウルトラ・トーリーなど他の野党勢力との連携を深めていき、1830年11月にも王室費に関する政府法案に反対する動議を233対204の僅差で可決させた。これによりウェリントン公爵内閣は総辞職に追い込まれた。

### グレイ伯爵内閣

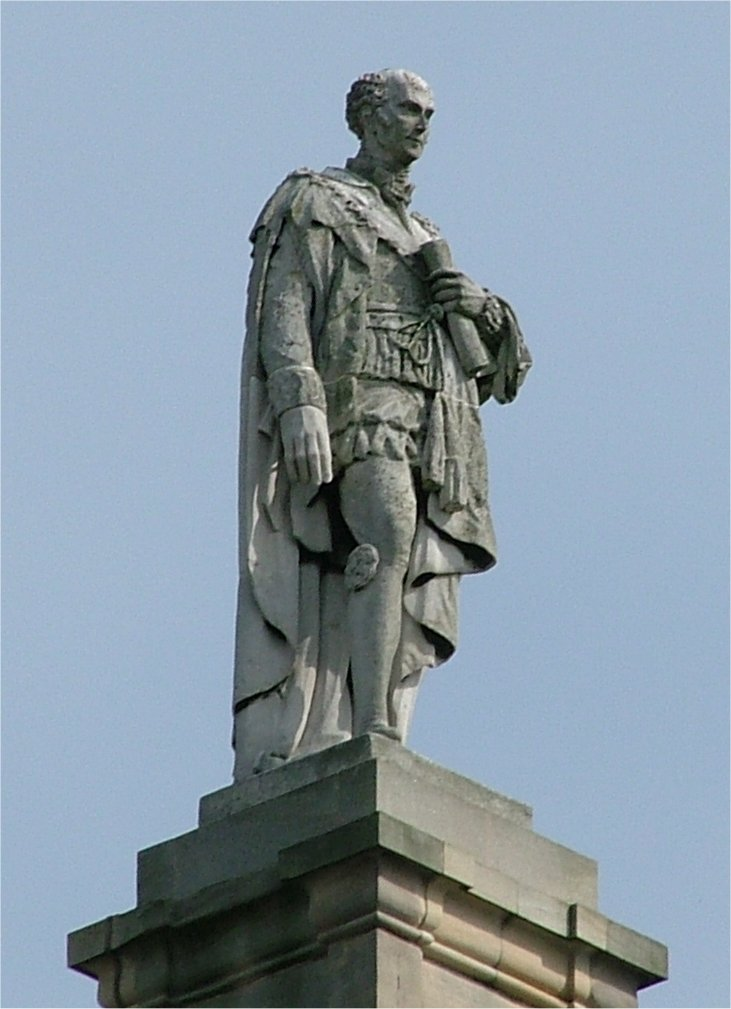
ニューカッスル・アポン・タインに立つグレイ・モニュメントのグレイ伯爵像

国王ウィリアム4世より組閣の大命を受け、1830年11月22日にグレイ伯爵内閣が組閣された。同内閣はホイッグ党、カニング派、ウルトラ・トーリーの連立政権であった。閣僚の面子は全体的には貴族主義的だったが、ダーラム伯爵やジョン・ラッセル卿ら改革派も閣僚に登用されていた。

#### 第一次選挙法改正

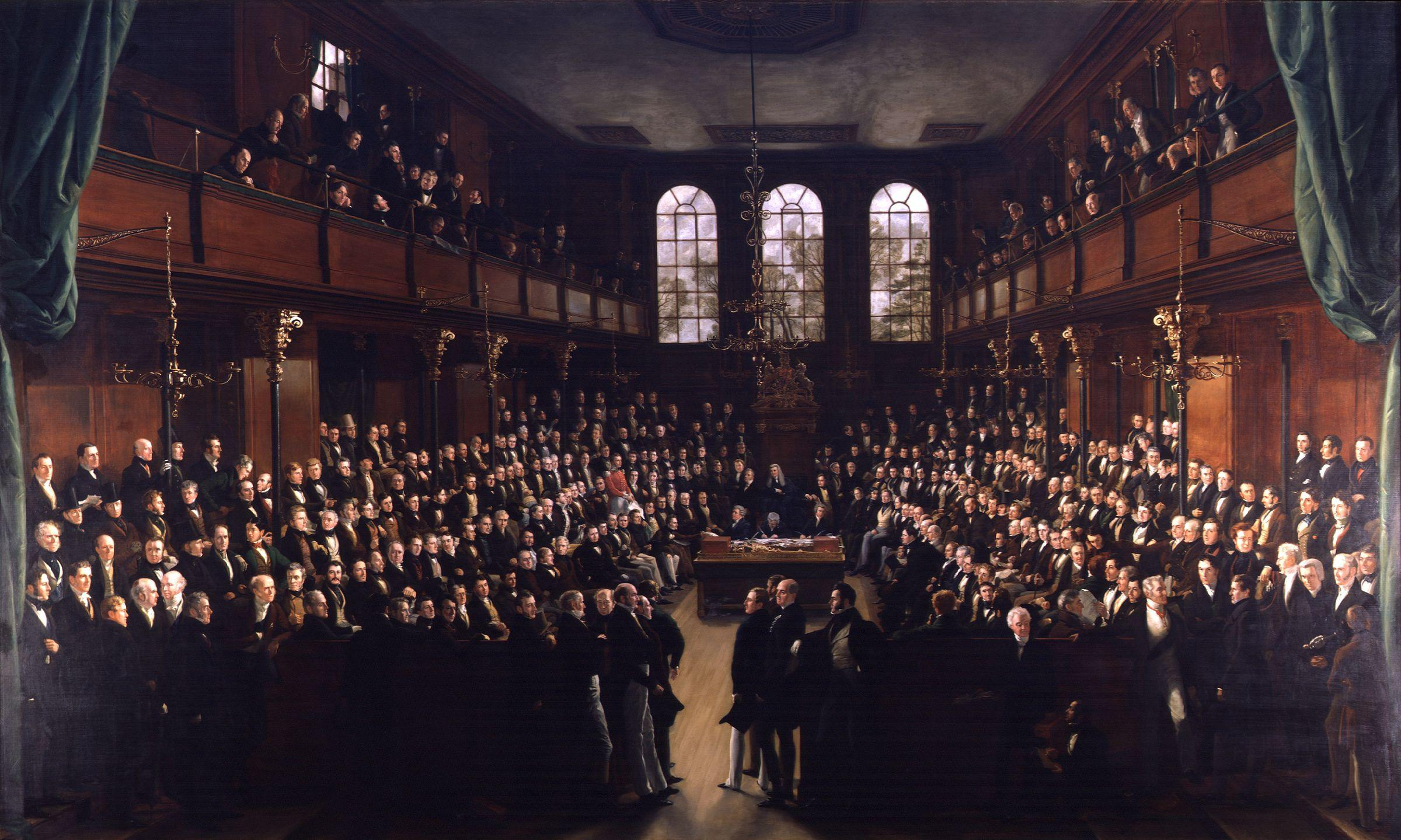
1833年の庶民院を描いた絵

内閣の最初の課題は選挙法改正であった。どの程度の改革を行うかについて政権内部でも意見対立があったが、グレイ伯爵の人望のおかげでホイッグ党は分裂することなく、第一次選挙法改正法案をまとめあげ、1831年3月に議会に提出することができた。同法案は都市選挙区の選挙権について年価値10ポンド以上の家屋を占有する成年男性、県選挙区の選挙権については年価値10ポンド以上の自由土地を所有する成年男性に選挙権を認めることで有権者を現状より予測45万人増加させるとともに、2000人以下の人口の都市の選挙権を剥奪することで「腐敗選挙区」を抑止することを内容としていた。
しかし同法案への議会の反発は強く、庶民院第一読会はわずか1票差での可決となり、しかもイザック・ガスコイン議員提出のアイルランド・スコットランド選出議員を増加させることに反対する修正動議も可決されたため、グレイ伯爵は1831年4月23日にも庶民院を解散した。総選挙の結果グレイ伯爵率いるホイッグ党が大勝し、選挙法改正反対派のトーリー党は大きく議席を減らした。
この勝利により1831年6月に再び庶民院に提出された選挙法改正法案は第三読会まで難なく通過したが、トーリー党は貴族院で抵抗を続け、9月にも貴族院第一読会における第二読会へ移すかの投票において否決した。
しかしグレイ伯爵は断念せず、同年12月にも三度目の法案提出を行い、1832年3月までに庶民院を通過させた。法案は再び貴族院に移されたが、この時も貴族院は否決の構えを見せていたため、グレイ伯爵は新貴族創出以外に打開方法がない旨を国王に上奏した。国王は当初新貴族創出に反対したが、結局説得に折れて第二読会通過のために必要な限りにおいて新貴族創出を許可する内諾を与えた。これによりトーリー党が譲歩して法案は貴族院第二読会に進んだが、5月17日の第二読会委員会においてトーリー党が選出権に関する討議を求める動議を可決させたことで討議の主導権がトーリー党に奪われた。グレイ伯爵はこれに対抗して国王に50人の新貴族創出を求めたが、この時には国王は拒否した。これを受けてグレイ伯爵内閣は5月9日に総辞職の手続きを行った。
国王はトーリーのウェリントン公爵を後任の首相に望んだが、これには国民の憤慨が激しく不可能だった。結局国王は5月15日にもグレイ伯爵を招集して、引き続き政権を担うよう要請せざるをえなかった。グレイ伯爵は選挙法改正法案の通過の保障を国王から得られない限り、拝辞する構えだったため、国王は最終手段として新貴族を創出することを認めた。とはいえ実際に新貴族創出を行うことを嫌がった国王はトーリー党に譲歩するよう説得に当たり、ついに貴族院トーリー党は抵抗を諦め、1832年6月4日に至って法案は可決成立した。
貴族院通過をめぐる激しい闘争の中で細かい部分が若干修正されたものの、基本的に大きな修正なく第一次選挙法改正は達成された。

#### 救貧法改正

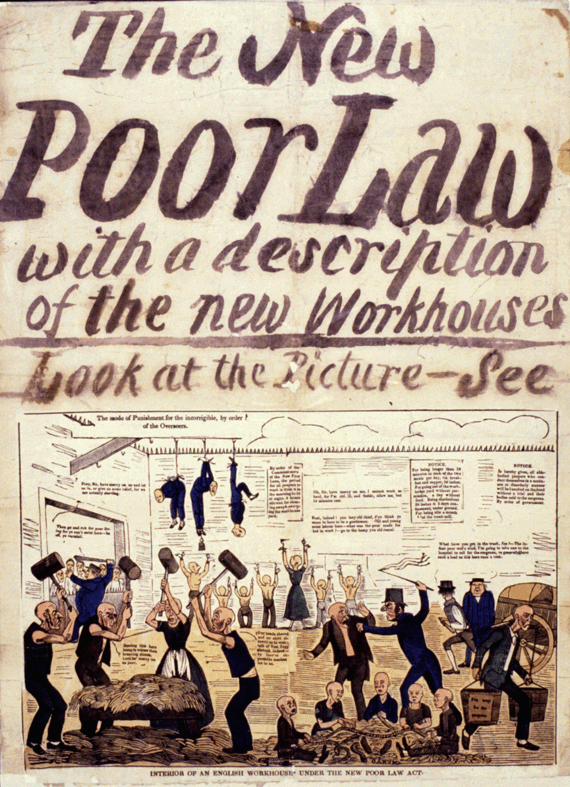
1834年の救貧法改正批判のイラスト

イギリスには16世紀以来、救貧法という法律があり、教区ごとに救貧税をとって貧困層保護を行っていたが、18世紀末頃から貧困層保護の方法について、救貧院収容から直接現金支給へ移行する教区が増えていった（それぞれ院内救済・院外救済と呼ばれた）。しかし院外救済は救貧税が高くつくため、多額納税者である中産階級から強い反発が起こっていた。また政治家の間でも院外救済は労働者の労働意欲を削ぐという考え方が広まっていた
そこでグレイ伯爵内閣は1832年にも救貧法事情調査の王立委員会を創設した。同王立委員会は1834年2月にも「院外救済は労働者を堕落させ、労働意欲を削いでいる」「労働能力者への院外救済は全廃されるべき」「救貧政策は救貧院収容によってのみ行われるべき」「救貧院に収容される者の生活水準は収容されていない者の生活水準を下回らねばならない（「劣等処遇の原則」と呼ばれた）」とする報告書をまとめた。
この調査結果に基づいてグレイ伯爵は同年のうちに救貧法改正を行い、院外救済を廃止し、今後の救貧政策は救貧院のみとした。これにより労働者は、牢獄のような救貧院に入りたくなければ、低賃金でも労働しなければならない状況に追い込まれた。自由主義ブルジョワの要求は満たされたが、労働者層からは激しい反発が巻き起こった。とりわけ「劣等処遇の原則」は強く批判され、この不満は10時間労働の法制化を求める運動も加わって、後にチャーティズムとして爆発することになる。

#### 都市自治体改革
イギリスの都市自治体は多くがテューダー朝、ステュアート朝期に勅許状によって成立したものであるが、これらの都市自治体の住民は自由民と非自由民に分かれていた。市政の中心である参事会をはじめとする都市自治体の役職に付くことができるのは全住民の1割にも満たない自由民のみであった。自由民は旧家のジェントルマンや商人であり、トーリー党支持者であることが多く、対する新興ブルジョワや非国教徒などホイッグ支持層は非自由民であることが多かった。そこでグレイ伯爵内閣はトーリーの支持基盤を切り崩す意味でも都市自治体改革を目指した。
1833年にこの問題についての王立委員会を設置して調査を行わせ、その調査結果に基づいて法案を作成した。同法案が可決に至ったのはグレイ伯爵退任後の1835年であったが、これによって次のような改革が実現した。まず178の都市自治体が廃止されて新たな都市自治体に改組された。有力自由民の互選による参事会に代わる市政中心機関として公選制の市会が設置された。市議会議員選挙権はその都市に家屋を占有し、3年間救貧税を払っている成人男性とされた（第一次選挙法改正の庶民院選挙権よりもかなり広い）。市長選出は市議会議員の選挙によるとした。この法律は、都市自治体の市政が閉鎖的・寡頭的体制から、代議制の開かれた体制へと移行していく第一歩となった。
もっともトーリーの反発への配慮もあって、寡頭制の残滓はある程度残さざるを得なかった。たとえば市会議員になるためには、1000ポンド以上の動産もしくは不動産所有者であることと救貧税30ポンド以上の納税者であることを要したし、治安判事の任命権は市長ではなく国王に温存された。自由民の既得権も守られたし、参事会も完全廃止されず、参事会が市会の四分の一を構成し続けた。またロンドン市はこの法律の対象外であった。

#### 外交
外交面ではパーマストン子爵を外相として自由主義外交を展開した。
とりわけ大きな出来事はベルギー独立革命であった。7月王政下のフランスとそれに敵対する神聖同盟三国（ロシア・オーストリア・プロイセン）をうまく調停し、ベルギー独立を実現させつつ、ベルギーがフランス支配下に落ちることも回避し、さらに亡きシャーロット王女（前国王ジョージ4世の長女）の夫だったレオポルドをベルギー王に擁立した。

#### その他の政策
1833年には庶民院院内総務オールトラップ子爵の主導で工場法を制定し、児童労働の労働時間制限を設けた。また法案の実行力を確保するために監察官も設けた。社会政策への最初の一歩となる法律と評価される。
イギリス本国の奴隷貿易は19世紀初頭にすでに禁止されていたが、それに続く改革として1833年に奴隷制廃止法案を制定して大英帝国全体において奴隷貿易を禁止した。奴隷所有者への賠償のためにイギリス本国政府は2000万ポンドを拠出している。

#### 辞職
グレイ伯爵内閣は多くの改革を行ったが、それによって政権内部の意見不一致も徐々に深まった。この閣内不一致が噴出したのが、1834年5月に改革派閣僚の陸軍支払長官ジョン・ラッセル卿が閣議で提案したアイルランド国教会の収入を民間に転用する政策だった。陸軍・植民地大臣スタンリー卿（後の第14代ダービー伯爵）、海軍大臣の第2代準男爵サー・ジェームズ・グラハム、王璽尚書の初代リポン伯爵フレデリック・ロビンソン、郵政長官の第5代リッチモンド公爵チャールズ・ゴードン＝レノックスらホイッグ右派の4閣僚がこれに強く反発し、そろって辞職してしまった。さらに彼らは80名ほどのホイッグ右派を引き連れて分党し、野党勢力ダービー派を形成した。
これによって求心力が大きく低下したグレイ伯爵は、人心一新のため、政界の第一線を引退することとした。1834年7月9日に国王ウィリアム4世のもとに参内し、辞表を提出した。後任の首相として内務大臣メルバーン子爵を推挙した。国王はその助言に従ってメルバーン子爵に組閣の大命に与えた。

### 首相退任後

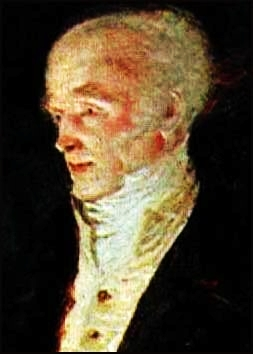
晩年のグレイ伯爵の写真

政界引退後は再びノーサンバーランドで田園生活を送ることが多くなった。
1834年11月14日、ラッセルらホイッグ左派を閣僚に入れる人事案をめぐって新首相メルバーン子爵と対立を深めていた国王は内閣更迭に踏み切り、短期間の保守党（旧トーリー党）政権を誕生させたが、1835年4月9日にも保守党政権はアイルランド教会税法案の採決に敗れて倒閣された。国王は更迭したばかりのメルバーン子爵の再登用を躊躇い、4月9日に信頼するグレイ伯爵をセント・ジェームズ宮殿へ招集し、ホイッグ右派と保守党による連立政権を組閣することを要請した。グレイ伯爵もラッセルら党内左派の増長を警戒する立場だったが、自分がすでに71歳であること、また引退を宣言していたことから大命を拝辞した。メルバーン子爵やパーマストン子爵、ホランド男爵、ランズダウン侯爵ら党内重鎮からも首相再登板ないし外相としての入閣を求められたが、彼はそうした要請を全て断っている。
4月11日にグレイ伯爵は国王にメルバーン子爵を後任の首相とすべき旨を上奏した。また翌12日にはメルバーン子爵に対し、「自分はいかなる役職にも就けない」旨の書簡を送った。結局国王はグレイ伯爵の推挙通りメルバーン子爵に組閣の大命を下した。
1837年に即位したヴィクトリア女王からも政界の長老として厚い信頼を寄せられたが、彼女にとっては現役首相メルバーン子爵が最も信頼できる相談役であったので、彼女のもとではグレイ伯爵が相談に与る事は少なかった。
1845年7月17日にハウィック・ホールにおいて81歳で死去した。爵位は長男のヘンリー・グレイに受け継がれた。

## 人物

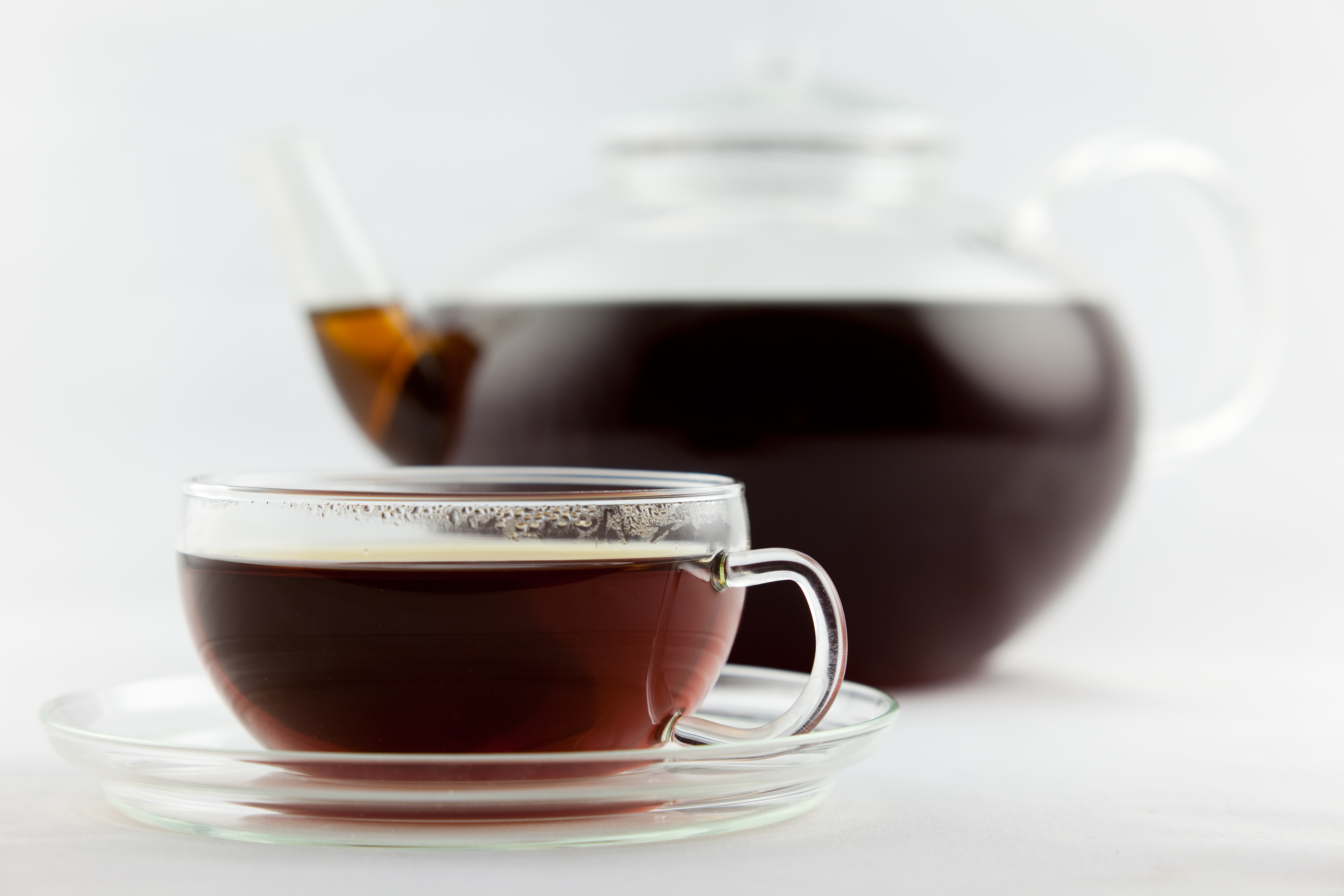
彼の名にちなむ紅茶アールグレイ

本質的には保守的傾向を持っている政治家だったが、フランス革命後の議会政治枠外の民衆運動の高揚を警戒し（特に国王の軍隊たるイギリス軍がフランス革命後のフランス軍のような国民軍に転換されることを恐れていたという）、その運動を鎮静化させるため、またトーリー党への対抗から、改革の先頭に立たざるを得ない立場にあった。
1831年5月には第一次選挙法改正に慎重だった国王ウィリアム4世に対して「時代の精神が勝利を示しつつあります。それに対抗することは確実な破滅しか待っていません。陛下が後退しようと考えられても、どこにも支えてくれる者を発見できないでしょう。あの広大な大帝国ロシアでさえも一握りの暴徒に対抗できなかったのです」と上奏して説得にあたっている。
1792年、社交界の花形でホイッグ党の有力支持者であった第5代デヴォンシャー公爵ウィリアム・キャヴェンディッシュの妻ジョージアナの愛人となった。
紅茶好きとしても知られ、アールグレイは彼にちなんで付けられた名前であるといわれている。

## 栄典

### 爵位/準男爵位
1807年11月14日の父チャールズ・グレイの死去により以下の爵位を継承した
- 第2代グレイ伯爵 (2nd Earl Grey)
(1806年4月11日の勅許状による連合王国貴族爵位)
- ノーサンバーランド州におけるハウィックの第2代ハウィック子爵 (2nd Viscount Howick, of Howick in the County of Northumberland)
(1806年4月11日の勅許状による連合王国貴族爵位)
- ノーサンバーランド州におけるハウィックのハウィックの第2代グレイ男爵 (2nd Baron Grey of Howick, of Howick in the County of Northumberland)
(1801年6月23日の勅許状による連合王国貴族爵位)

1808年3月30日に伯父ヘンリー・グレイの死去により以下の準男爵位を継承した。
- （ノーサンバーランド州におけるハウィックの）第3代準男爵 (3rd Baronet "of Howick in the County of Northumberland")
(1746年1月11日の勅許状によるグレートブリテン準男爵位)

### 勲章
- 1831年、ガーター勲章勲爵士（KG）[2][3]

### その他
- 1806年2月5日、枢密顧問官（PC）[5][6]

## 子女
1792年に、デヴォンシャー公爵夫人ジョージアナとの間に、イライザ・コートネイという娘を儲けた。イライザは両親の娘（チャールズの妹）として育てられた。
1794年に初代ポンソンビー男爵ウィリアム・ポンソンビーの一人娘メアリーと結婚し、10男6女をもうけた。
- 娘（1796年） - 死産
- ルイーズ・エリザベス（1797 - 1841） - 初代ダラム伯爵ジョン・ラムトンと結婚
- エリザベス（1798 - 1880） - 1841年にデヴォン州長官を務めたジョン・ブルティールと結婚。末娘ルイーズの子孫に、元イギリス皇太子妃ダイアナがいる。
- キャロライン（1799 - 1875） - 第5代バリントン子爵の次男ジョージ・バリントンと結婚。
- ジョージアナ（1801 - 1900） - 未婚
- ヘンリー（1802 - 1894）　第3代グレイ伯爵。父と同じくホイッグ党の政治家となり、ジョン・ラッセル第一次内閣で陸軍・植民地大臣を務めた。
- チャールズ（英語版）（1804 - 1870） - 陸軍大佐。のちにヴィクトリア女王と アルバート王配の私設秘書を務めた。第4代グレイ伯爵アルバートの父。
- フレデリック・ウィリアム（英語版）（1805 - 1878）　海軍大将。
- メアリー（1807 - 1884） - 初代ハリファックス子爵チャールズ・ウッドと結婚
- ウィリアム（1808 - 1815） - 夭折
- ジョージ（1809 - 1891） - 海軍大将。第6代グレイ伯爵リチャード（英語版）の高祖父。
- トーマス（1810 - 1826） - 早世
- ジョン（1812 - 1895） - ホートン・ル・スプリング（Houghton Hillside Cemtery）の教会牧師。
- フランシス・リチャード（1813 - 1890） - モーペス（Morpeth）の教会牧師。第6代カーライル伯爵令嬢エリザベスと結婚。エリザベスの母は第5代デヴォンシャー公爵ウィリアムと公爵夫人ジョージアナの長女である。
- ヘンリー（1814 - 1880） - 陸軍大尉。
- ウィリアム・ジョージ（1819 - 1865） - 在パリ公使館職員（Secretary of the Legation to Paris）。